# Xyris wawrae
Xyris wawrae là một loài thực vật hạt kín trong họ Hoàng đầu. Loài này được Heimerl miêu tả khoa học đầu tiên năm 1906.